# Odaát (3. évad)
Az Odaát (Supernatural) harmadik évada 2007. október 28. és 2008. május 15. között futott az amerikai The CW csatornán, Magyarországon 2008 végén jelent meg DVD-n.

## Karakterek a 3. évadban
- Dean Winchester
- Sam Winchester
- Bobby Singer
- Bela Talbot
- Ruby
- Lilith
- Gordon Walker
- Rufus Turner
- Victor Henriksen
- Trükkös
- Tammi
- Isaac és Tamara
- Kubrick és Creedy
- Ed Zeddmore és Harry Spangler

## Epizódok
| Sor. | Év. | Cím                                                   | Rendező         | Író                                                                     | Premier                              | Nézettség |
| ---- | --- | ----------------------------------------------------- | --------------- | ----------------------------------------------------------------------- | ------------------------------------ | --------- |
| 45.  | 1.  | A hét halálos bűn (The Magnificent Seven)             | Kim Manners     | Eric Kripke                                                             | 2007. október 4. 2011. február 10.   |           |
| 46.  | 2.  | A gyerekek jól vannak (The Kids Are Alright)          | Phil Sgriccia   | Sera Gamble                                                             | 2007. október 11. 2011. február 17.  |           |
| 47.  | 3.  | Mágikus balszerencse (Bad Day at Black Rock)          | Robert Singer   | Ben Edlund                                                              | 2007. október 18. 2011. február 24.  |           |
| 48.  | 4.  | A bűn városa (Sin City)                               | Charles Beeson  | Robert Singer & Jeremy Carver                                           | 2007. október 25. 2011. március 3.   |           |
| 49.  | 5.  | Esti mese (Odaát) (Bedtime Stories)                   | Mike Rohl       | Cathryn Humphris                                                        | 2007. november 1. 2011. március 10.  |           |
| 50.  | 6.  | A kísértethajó (Red Sky At Morning)                   | Cliff Bole      | Laurence Andries                                                        | 2007. november 8. 2011. március 17.  |           |
| 51.  | 7.  | Friss vér (Fresh Blood)                               | Kim Manners     | Sera Gamble                                                             | 2007. november 15. 2011. március 24. |           |
| 52.  | 8.  | A karácsony odaát van (A Very Supernatural Christmas) | J. Miller Tobin | Jeremy Carver                                                           | 2007. december 13. 2011. március 31. |           |
| 53.  | 9.  | Végzetes boszorkák (Malleus Maleficarum)              | Robert Singer   | Ben Edlund                                                              | 2008. január 31. 2011. április 7.    |           |
| 54.  | 10. | Álom, álom, rémes álom (Dream a Little Dream of Me)   | Steve Boyum     | Történet: Sera Gamble & Cathryn Humphris Forgatókönyv: Cathryn Humphris | 2008. február 7. 2011. április 14.   |           |
| 55.  | 11. | Időcsapda (Mystery Spot)                              | Kim Manners     | Történet: Jeremy Carver & Emily McLaughlin Forgatókönyv: Jeremy Carver  | 2008. február 14. 2011. április 21.  |           |
| 56.  | 12. | Démonok márpedig vannak (Jus In Bello)                | Phil Sgriccia   | Sera Gamble                                                             | 2008. február 21. 2011. április 28.  |           |
| 57.  | 13. | Szellemharcosok (Ghostfacers)                         | Phil Sgriccia   | Ben Edlund                                                              | 2008. április 24. 2011. május 5.     |           |
| 58.  | 14. | Távolsági hívás (Long-Distance Call)                  | Robert Singer   | Jeremy Carver                                                           | 2008. május 1. 2011. május 12.       |           |
| 59.  | 15. | Az örök élet titka (Time Is On My Side)               | Charles Beeson  | Sera Gamble                                                             | 2008. május 8. 2011. május 19.       |           |
| 60.  | 16. | Pokoljárás (No Rest for the Wicked)                   | Kim Manners     | Eric Kripke                                                             | 2008. május 15. 2011. május 26.      |           |